# Губайдуллин, Наиль Шагбинович
Губайдуллин Наиль Шагбинович (23 ноября 1928 — апрель 2011) — советский музыковед и композитор. Кандидат искусствоведения (1968). Член Союза композиторов СССР (1973).

## Биография
Губайдуллин Наиль Шагбинович родился 23 ноября 1928 года в городе Исламбахты Белебеевского кантона Башкирской АССР, ныне Ермекеевского района Республики Башкортостан.
Музыкальное образование получил в 1960 году на теоретико-композиторском факультете Казанской государственной консерватории по специальности «музыковедение» (педагоги Н. Г. Жиганов и А. С. Леман).
С 1960 по 1973 годы Наиль Губайдуллин возглавлял отделение теории музыки в Уфимском училище искусств, преподавал курсы гармонии, сольфеджио, русской музыки и анализа музыкальных форм, педагогики.
С 1964 года учился в аспирантуре Государственного музыкально-педагогического института имени Гнесиных (ныне − Российской академии музыки). В 1968 году защитил диссертацию на тему «История башкирской советской музыки». Эта работа была первым научным трудом, посвященным истории развития башкирского профессионального музыкального искусства в БАССР.
В 1980—1988 годах работал научным сотрудником Республиканского научно-методического центра народного творчества и культурно-просветительной работы, написал более 50 научных и методических работ.
Скончался на 83-м году жизни в апреле 2011 г.

## Сочинения
Балет «Нафиса» (либретто И. Х. Хабирова и Губайдуллина по поэме М.Карима «Саҡырылмаған ҡунаҡ» — «Незваный гость», 1980),
Концерт для скрипки и симфонического оркестра (1967),
Кантата «Мой край возлюбленный навеки» на стихи М.Карима,
Камерно-инструментальные произведения
Скерцо-фантазия для скрипки и фортепиано (1973)
Романсы и песни на стихи К.Даяна, А. Х. Игебаева, В.Нигмати, Д.Юлтыя